# Дом Ходжаева (Таганрог)
Дом Ходжаева — здание, построенное во второй половины XIX века в городе Таганроге Ростовской области. Располагается по адресу: Итальянский переулок, 22.

## История
Полутораэтажный дом по Итальянскому переулку (ранее Исполкомовской) был построен в 1863 году на средства купеческого сына, члена городской думы Антона Архиповича Ходжаева. В Таганрогской мужской гимназии для поощрения хорошо успевающих учеников было учреждено несколько стипендий, среди них наиболее престижными были две стипендии Пагоната по 250 рублей и три стипендии Ходжаева по 150 рублей. В марте 1880 года застрелился 55-летний брат Ходжаева —  Василий.
Позднее дом купил врач водолечебницы, греческо-подданный Николай Диварис, а в начале 1900-х годов домовладение приобрел студент Александр Сергеевич Золотарёв.  В годы советской власти здание было национализировано, теперь это жилой дом.

## Описание
Дом под номером 22 в Итальянском переулке представляет собой несимметричное кирпичное здание в полтора этажа с венчающим карнизом. Декоративные аттики выполнены с двух сторон здания. Дом имеет восемь окон по длине фасада, полуциркульные окна с балюстрадами, рустовку по всему дому.
Над окна второго сделаны сандрики, над нижними окнами — замковые камни. Вход в здание устроен с фасада здания, в здании есть сквозной коридор во двор с декоративной ажурной металлической решеткой. Въезд во двор здания сделан с его правой части через металлические ажурные ворота с каменными столбами.
Рустовка, замковые камни, наличники окон, сандрики, зубчики по карнизу — классические архитектурные традиции, использованные в здании. Фасад асимметричен. Полуколонны коринфского ордера, обрамляющие окно над входной дверью, как бы ни на что не опираются. Здание несколько раз меняло окраску. В настоящее время оно окрашено в зеленый цвет, мелкие архитектурные детали выделены белым цветом.